# Aroue-Ithorots-Olhaïby
Aroue-Ithorots-Olhaïby är en kommun i departementet Pyrénées-Atlantiques i regionen Nouvelle-Aquitaine i sydvästra Frankrike. Kommunen ligger i kantonen Saint-Palais som tillhör arrondissementet Bayonne. År 2022 hade Aroue-Ithorots-Olhaïby 231 invånare.

## Befolkningsutveckling
Antalet invånare i kommunen Aroue-Ithorots-Olhaïby
| Referens: INSEE |